# Liam Cunningham (Schauspieler)

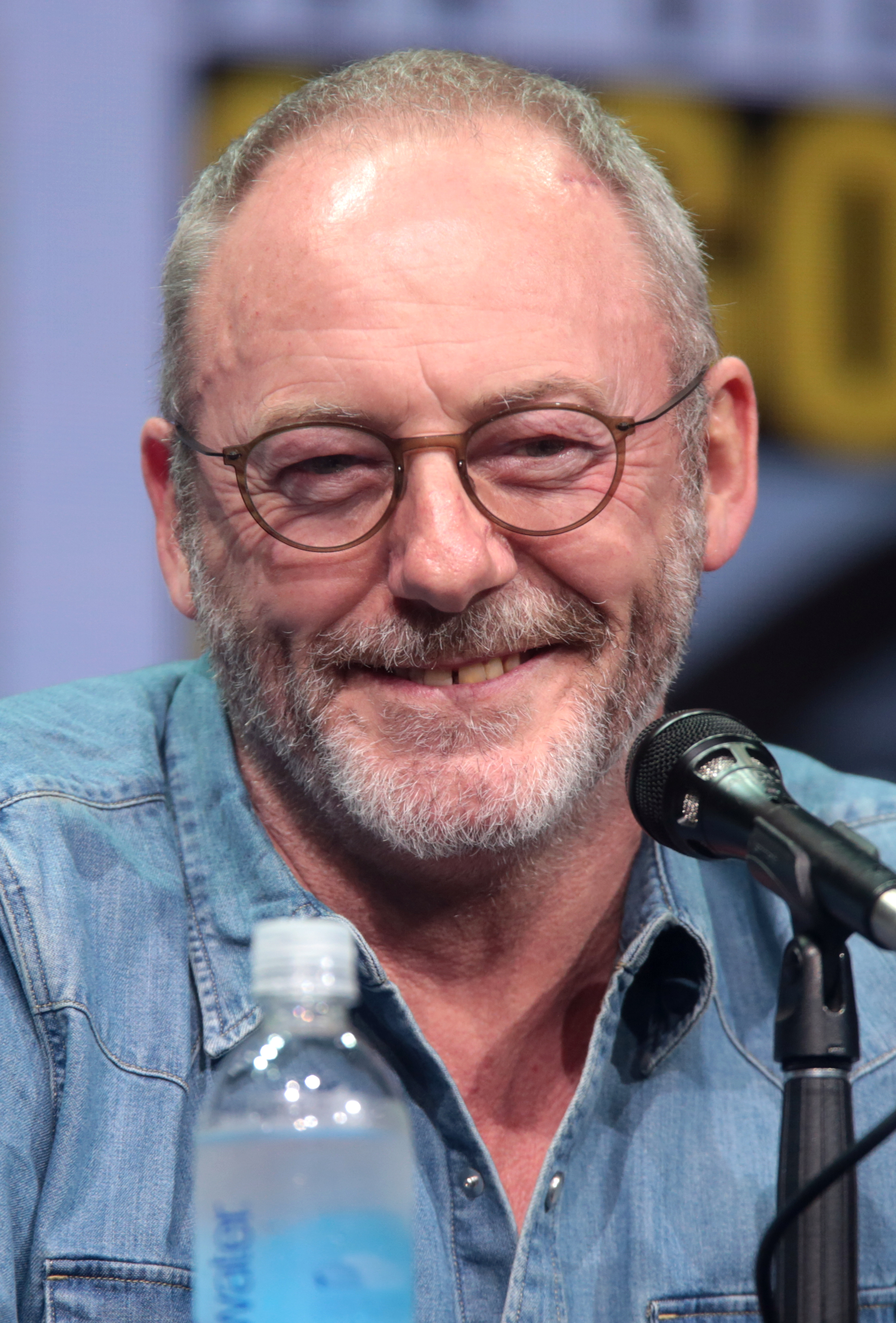
Liam Cunningham bei der San Diego-Comic-Con 2017

Liam Cunningham (* 2. Juni 1961 in Dublin) ist ein irischer Schauspieler.

## Leben und Karriere
Cunningham wurde im Dubliner Stadtteil East Wall geboren. Er hat drei Schwestern und einen Bruder und wuchs in einem katholisch geprägten Haushalt auf. Im Alter von 15 Jahren brach Cunningham die Schule ab und begann einen Job als Elektriker. In den 1980er Jahren zog er für drei Jahre ins afrikanische Simbabwe und arbeitete dort in einem Safaripark als Ausbilder für einheimische Elektriker.
Nach seiner Rückkehr nach Irland begann er eine Ausbildung an einer Schauspielschule. Danach war er im regionalen Theaterbereich tätig. Seine erste Rolle in einem Spielfilm war 1992 die eines Polizisten in Das weiße Zauberpferd (Into the West). Später hatte Cunningham weitere Auftritte in Filmen wie Little Princess und Der 1. Ritter. 1996 gelang ihm mit der Rolle des Philloston im Drama Herzen in Aufruhr der endgültige Durchbruch.
Weitere bekannte Filmprojekte, in denen Cunninham Haupt- oder Nebenrollen verkörperte, sind unter anderem The Wind That Shakes the Barley (2006), Die Mumie: Das Grabmal des Drachenkaisers (2008) und Kampf der Titanen (2010). Im Fernsehen spielt er zudem seit 2011 in der BBC-Serie Outcasts die Hauptrolle des Präsidenten Richard Tate und von 2012 bis 2019 in der HBO-Serie Game of Thrones in einer großen Nebenrolle den Ritter Ser Davos Seewert. An zentraler Stelle spielt er in der 2024 veröffentlichten Netflix-Serie 3 Body Problem den rücksichtslosen Geheimdienstchef Thomas Wade.

## Engagement
Anfang Juni 2025 beteiligte sich Cunningham an der Mission der Freedom Flotilla Coalition und segelte an Bord der Madleen gemeinsam mit weiteren Aktivisten und Journalisten, u. a. Umweltaktivistin Greta Thunberg und der Europaabgeordneten Rima Hassan, von Sizilien aus in Richtung Gaza.

## Privates
Cunningham ist verheiratet und hat drei Kinder. Die Familie lebt in Dublin.

## Filmografie (Auswahl)
- 1992: Das weiße Zauberpferd (Into the West)
- 1994: Krieg der Knöpfe (War of the Buttons)
- 1995: Little Princess (A Little Princess)
- 1995: Der 1. Ritter (First Knight)
- 1995: Für alle Fälle Fitz (Cracker)
- 1996: Herzen in Aufruhr (Jude)
- 1998: Falling for a Dancer
- 1999: Citizen Kane – Die Hollywood-Legende (RKO 281)
- 2000: Allein gegen das Verbrechen (When the Sky Falls)
- 2001: Attila – Der Hunne (Attila)
- 2001: Revelation
- 2002: Mystics – Gangster, Geister und ihr Meister (Mystics)
- 2002: Schiffbrüchig (Stranded)
- 2002: Dog Soldiers
- 2002: The Abduction Club – Entführer und Gentlemen (The Abduction Club)
- 2004: The Card Player – Tödliche Pokerspiele (Il caraio)
- 2004: Messias – Im Zeichen der Angst/Der Tod tilgt alle schuld (Messiah: The Promise)
- 2006: Breakfast on Pluto
- 2006: The Wind That Shakes the Barley
- 2007: Jane Austen’s Northanger Abbey
- 2008: The Escapist – Raus aus der Hölle (The Escapist)
- 2008: Hunger
- 2008: Die Mumie: Das Grabmal des Drachenkaisers (The Mummy: Tomb of the Dragon Emperor)
- 2009: The Tournament
- 2009: Blood – The Last Vampire
- 2009: Harry Brown
- 2009: Kopfgeld – Perrier’s Bounty (Perrier’s Bounty)
- 2010: Centurion
- 2010: Kampf der Titanen (Clash of the Titans)
- 2010: Whistleblower – In gefährlicher Mission (The Whistleblower)
- 2011: The Guard – Ein Ire sieht schwarz (The Guard)
- 2011: Black Butterflies
- 2011: Strike Back
- 2011: Gefährten (War Horse)
- 2011: Outcasts (Fernsehserie, 8 Episoden)
- 2012–2019: Game of Thrones (Fernsehserie, 42 Episoden)
- 2012: Good Vibrations
- 2012: Merlin – Die neuen Abenteuer (Merlin)
- 2012: Safe House
- 2012: Titanic – Blood and Steel (Titanic: Blood and Steel, Miniserie)
- 2013: Doctor Who (Fernsehserie, Folge 7x09)
- 2013: Numbers Station (The Numbers Station)
- 2013: Vera – Ein ganz spezieller Fall (Vera, Fernsehserie, Folge 3x04)
- 2014: Die Musketiere (The Musketeers, Fernsehserie)
- 2014: Christina Noble – Die Mutter der Niemandskinder (Noble)
- 2014: Let Us Prey
- 2015: Ladygrey
- 2015: The Childhood of a Leader
- 2017: Philip K. Dick’s Electric Dreams (Fernsehserie, Folge 1x06)
- 2017: 24 Hours to Live
- 2019: The Hot Zone (Fernsehserie)
- 2019: Rick and Morty (Fernsehserie, Episode 4x04, Stimme)
- 2020: Solar Opposites (Fernsehserie, Stimme, 1 Folge)
- 2021: Domina (Fernsehserie)
- 2021: Crime Game
- 2021: Masters of the Universe – Revelation (Fernsehserie, Stimme)
- 2023: Die letzte Fahrt der Demeter (The Last Voyage of the Demeter)
- seit 2024: 3 Body Problem (Fernsehserie)